# John Fiske (medioznawca)
Stanford H. John Fiske (ur. 12 września 1939, zm. 12 lipca 2021) – brytyjski kulturoznawca, medioznawca.

## Życie
John Fiske kształcił się na Uniwersytecie w Cambridge. Wykładał w wielu krajach – między innymi w Australii, Nowej Zelandii i w USA – w szczególności jako profesor sztuk komunikacji na Uniwersytecie Wisconsin-Madison.
W późniejszych latach przeszedł na emerturę i prowadził z żoną firmę handlującą antykami.

## Koncepcje i publikacje
Wśród jego zainteresowań znajduje się kultura popularna (kultura masowa) i studia nad telewizją. Jest w znacznej mierze kontynuatorem brytyjskiej szkoły kulturoznawczej z Birmingham.
W latach 80. i w początku lat 90. był redaktorem naczelnym Studiów Kulturowych wydawanym na Uniwersytecie w Curtin w Australii.
Jest autorem ośmiu książek w tym: Power Plays, Power Works (1993), Understanding Popular Culture (1989), Reading the Popular (1989) i wpływowej pozycji Television Culture (1987).
Jest też krytykiem mediów, badającym jak w społeczeństwie amerykańskim powstają znaczenia kulturowe i jak w różnych mediach traktuje się debaty na temat takich kwestii jak na przykład rasa.
Książki Fiske analizują programy telewizyjne jako „teksty” w celu zbadania różnych warstw znaczenia i treści socjokulturowej. Fiske nie zgadza się z teorią, że masowe audytorium konsumuje bezmyślnie produkty jakie są im oferowane. Odrzuca pojęcie „masowego audytorium”, które zakłada istnienie bezkrytycznej masy odbiorców. Zamiast tego postuluje występowanie „audytoriów” pochodzących z różnych środowisk społecznych i o różnych tożsamościach, co sprawia, że tekst może być odczytany na wiele sposobów.
W książce Television Culture (Kultura telewizyjna) wprowadza przedmiot studiów nad telewizją poprzez badanie ekonomicznych i kulturalnych kwestii, teorii i krytyki opartej na tekście. Przedstawia też przegląd poglądów uczonych brytyjskich, amerykańskich, australijskich i francuskich. Książka uznana została za jedną z pierwszych książek na temat telewizji, która w poważny sposób traktuje podejście feministyczne, które miało wpływ na rozwój tej dziedziny. Fiske uważany jest za pierwszego uczonego, który idąc drogą tradycji poststrukturalistycznej zastosował semiotykę do tekstów medialnych.